# Yazdegerd I

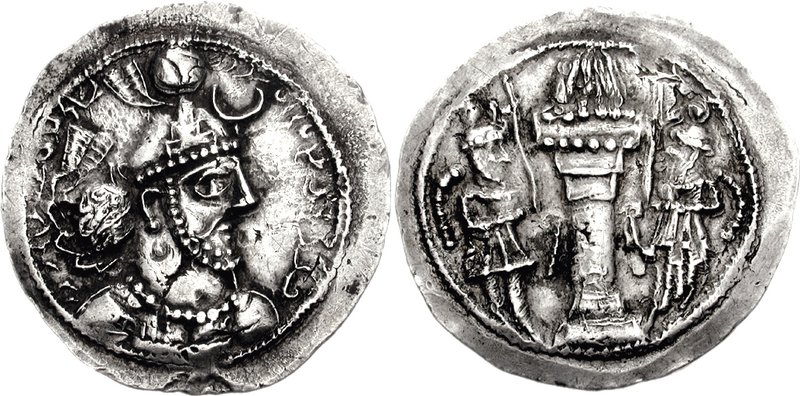
Mynt med bild av Yazdegerd I.

Yazdegerd I, död 420, var en persisk kung av den sassanidiska ätten. Han regerade mellan 399 och 420.
Yazdegerds efterträdde sin farbror Bahram IV. Hans regeringstid var en lugn tid utåt men fylld av strider med den inhemska adeln, vars makt Yazdegerd förgäves försökte bryta.